# Tuấn Phương
Tuấn Phương (sinh ngày 16 tháng 12 năm 1957) là một nhạc sĩ người Việt Nam. Ông nổi tiếng với các sáng tác nhạc phim, tiêu biểu là "Tình đất", "Người ơi hãy về", được báo chí Việt Nam coi là "vua nhạc phim". Ngoài ra, Tuấn Phương cũng từng công tác tại Dàn nhạc giao hưởng Việt Nam, Đài Truyền hình Việt Nam, từng là Phó Trưởng ban Văn nghệ, Trưởng Ban Tổ chức cũng như Ban Giám khảo cuộc thi Sao Mai.

## Tiểu sử
Tuấn Phương tên thật là Tào Tuấn Phương, sinh ngày 16 tháng 12 năm 1957, tại Hà Đông, nay thuộc Hà Nội. Quê ông ở Chương Mỹ, trong những năm chiến tranh nhạc sĩ phải sơ tán về đây với ông bà. Tuấn Phương dự tuyển vào đại học ngoại ngữ trong lần đầu thi đại học, sau đó một năm, ông mới quyết định thi vào trường nhạc và thi đỗ. Khi trúng tuyển vào trường nhạc, ông 19 tuổi và mới học đàn được vài tháng. Tuấn Phương học về nhạc cụ viola. Tuấn Phương tốt nghiệp Khoa Giao hưởng Nhạc viện Hà Nội năm 1987.
Sau khi tốt nghiệp, Tuấn Phương về công tác tại Dàn nhạc giao hưởng Việt Nam. Từ năm 1988, ông tham gia phối khí, dàn dựng cho các chương trình ca nhạc của một số đơn vị như Đài Truyền hình Việt Nam, Đài Tiếng nói Việt Nam,... Khi công tác ở Đài Truyền hình Việt Nam, Tuấn Phương từng làm phó phòng Ca nhạc, Ban Văn nghệ ở thời điểm năm 2011, đến thời điểm năm 2013, Tuấn Phương đã trở thành Phó Ban Văn nghệ Đài Truyền hình Việt Nam. Ông cũng từng đảm trách vai trò Trưởng Ban Tổ chức cuộc thi Sao Mai 2013, Phó Ban Tổ chức cuộc thi này năm 2017, Trưởng Ban Giám khảo cuộc thi năm 2015. Từ năm 2018, ông nghỉ hưu.

## Sự nghiệp âm nhạc
Tuấn Phương bắt đầu sáng tác nhạc từ năm 1994, khi ông được mời tham gia viết bài hát cho những bộ phim chiếu trong chương trình Văn nghệ Chủ Nhật, với ca khúc đầu tiên là "Cuốn sổ ghi đời". Giai đoạn 1995 đến 1996, ông sáng tác thêm ca khúc cho bộ phim cho bộ phim nổi tiếng "Những người sống bên tôi". Thời gian sau đó, Tuấn Phương liên tục viết nhạc cho các phim Bản tình ca trong đêm, Giấy quỳ, Phiên toà ngày mai,...
Năm 1998, ông sáng tác ca khúc "Tình đất", ca khúc được đạo diễn Trần Phương đặt hàng cho bộ phim Chuyện đã qua chuyển thể từ tiểu thuyết Thủy hỏa đạo tặc của Hoàng Minh Tường. Sau đó, ông giao ca khúc cho một nghệ sĩ khác người Tày thu âm và đó cũng là bản thu mà nhạc sĩ ưng ý nhất. Nghệ sĩ Phạm Phương Thảo đầu thập niên 2000 cũng đã nổi tiếng với ca khúc này, được khán giả yêu thích, được mời hát tại nhiều lễ động thổ và bản thân cô cũng mua được ô tô đầu tiên trong cuộc đời mình nhờ việc hát "Tình đất". Ngoài ra, ca khúc cũng nổi tiếng với giọng hát của Anh Thơ, giúp cô mua được nhà. Vào năm 2024, "Tình đất" đã được Tự Long thể hiện thành công trong chương trình Anh trai vượt ngàn chông gai. Sau "Tình đất", Tuấn Phương sáng tác "Người ơi hãy về" cho bộ phim Đồng quê xào xạc, đây cũng là ca khúc mà ông viết nhanh nhất trong sự nghiệp của mình chỉ từ 2 đến 4 giờ sáng, sau đó Trang Nhung đã thể hiện trước khi sang Tây Ban Nha. Theo các báo Quân đội nhân dân và Pháp luật Thành phố Hồ Chí Minh, sau hai ca khúc này, các ca khúc nhạc phim trở thành trào lưu ở Việt Nam.
Ngoài ra ông là tác giả của các ca khúc nhạc phim khác như "Thức dậy đi em" (nhạc phim Cái tát sau cánh gà), "Biển chiều" (phim Đảo vắng), "Chỉ có mình em thôi" (phim Tìm lại chính mình),... Vì vậy mà Tuấn Phương được nhiều báo chí Việt Nam xưng tụng là "vua nhạc phim".
Năm 2022, một liveshow riêng về các nhạc phẩm của Tuấn Phương đã được tổ chức tại Hà Nội với chủ đề Lời ru tôi.